# Platja del Bogatell
Platja del Bogatell är stränder i Spanien.   De ligger i regionen Katalonien, i den östra delen av landet, 500 km öster om huvudstaden Madrid.